# تطفير جيني

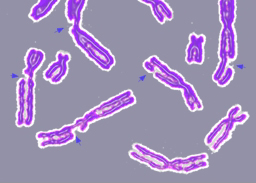
تحتوي الكروموسومات على معلومات مهمة

تطفير جيني (بالإنجليزية: Mutagenesis) هو العملية التي تتغير فيها المعلومات الجينية للكائن الحي مؤديةً إلى حدوث طفرة. يمكن أن يحدث التطفير بشكل تلقائي في الطبيعة، أو نتيجة التعرض إلى المُطفِّرات. ويمكن أيضًا تحقيقه تجريبيًا باستخدام الإجراءات المخبرية. يمكن أن يؤدي التطفير في الطبيعة إلى حدوث السرطانات والعديد من الاضطرابات الجينية، ولكنه أيضًا القوة المحركة للتطور. طُوِّر التطفير كعلم بالاعتماد على أعمال هرمان مولر وشارلوت أورباخ وجون مايكل روبنسون في النصف الأول من القرن العشرين.

## خلفية
يمكن تعديل الدنا طبيعيًا أو اصطناعيًا باستخدام عدد من العوامل الفيزيائية والكيميائية والبيولوجية التي تؤدي إلى حدوث الطفرات. اكتشف هرمان مولر أن «الحرارة المرتفعة» تمتلك قدرة على تطفير الجينات في أوائل عشرينيات القرن الماضي، وأثبت في عام 1927 وجود علاقة سببية تؤدي إلى تشكل الطفرات عند إجراء تجربة باستخدام جهاز الأشعة السينية ولاحظ حدوث تغيرات فيلوجينية عند تعريض ذباب الفاكهة لجرعة عالية نسبيًا من الأشعة السينية. لاحظ مولر في تجاربه عددًا من حالات إعادة ترتيب للصبغيات، واقترح أن الطفرات هي سبب لحدوث السرطانات. لوحظت العلاقة بين التعرض للإشعاع والسرطان في وقت مبكر يعود إلى عام 1902، بعد ست سنوات من اكتشاف فيلهلم روتنغن للأشعة السينية واكتشاف هنري بيكريل للنشاط الإشعاعي. بيَّن لويس ستادلر المعاصر لمولر أيضًا التأثير المطفر للأشعة السينية على الشعير في عام 1928، والأشعة فوق البنفسجية (UV) على الذُرة الصفراء في عام 1936. وجدت شارلوت أورباخ وجون ميكائيل روبنسون في أربعينيات القرن الماضي أن غاز الخردل يستطيع أيضًا إحداث الطفرات عند ذبابة الفاكهة.
في الوقت الذي كانت فيه التغيرات التي تسببها الأشعة السينية وغاز الخردل على مستوى الصبغيات ملحوظة بسهولة بالنسبة للباحثين الأوائل، لم تكن التغيرات التي تسببها المُطفِّرات الأخرى على مستوى الدنا سهلة الملاحظة، وقد تكون الآلية معقدة وتأخذ وقتًا طويلًا لتتكشف. كمثال على ذلك، اقتُرِح هباب الفحم مسببًا للسرطان في وقت مبكر يرجع إلى عام 1775، وأُثبتَ أن قطران الفحم مسببٌ للسرطان في عام 1915. وُجِد لاحقًا أن المواد الكيميائية التي يحتوي كلاهما عليها هي الهيدروكربونات العطرية متعددة الحلقات (PAH). الهيدروكربونات العطرية متعددة الحلقات ليست مسرطنةً بحد ذاتها، واقتُرحَ في عام 1950 أن الأشكال المسرطنة من الهيدروكربونات العطرية متعددة الحلقات هي أكاسيدها التي تنتج عن تمثيلها في العمليات الخلوية. عُرفت عملية تمثيل مركبات (PAH) في ستينيات القرن الماضي وهي عملية كيميائية تتوسطها أنزيمات سيتوكروم بي 450 وينتج عنها مشتقات تفاعلية قادرة على التفاعل مع الدنا لتعطي معقدات إضافية (adducts)، ومع ذلك ما تزال الآلية التي تُحدِث فيها المعقدات الإضافية للهيدروكربونات العطرية متعددة الحلقات الطفرات قيد الدراسة.
يستطيع الدنا النووي لدى الثدييات تحمُّل أكثر من 60,000 حادثة تضرر لكل خلية في اليوم. إذا تُرك الدنا من غير إصلاح، يمكن أن تؤدي المعقدات الإضافية بعد حدوث تضاعف خاطئ للمواقع التالفة إلى حدوث طفرات. في الطبيعة، يمكن أن تكون الطفرات التي تنشأ إما مفيدة أو ضارة، وتلك هي القوة المحركة للتطور. يمكن أن يكتسب الكائن الحي صفات جديدة من خلال الطفرات الجينية، ولكن يمكن أيضًا أن تؤدي الطفرات إلى حدوث خلل في وظائف الجينات، وتسبب في الحالات الشديدة موت الكائن. الطفرات هي أيضًا مصدر رئيسي لاكتساب المناعة تجاه المضادات الحيوية لدى البكتريا وربما تجاه المضادات الفطرية عند الخمائر. ومع ذلك فالتطفير في المختبر هو تقنية مفيدة لتوليد الطفرات التي تسمح بدراسة وظائف الجينات ومنتجاتها بشكل تفصيلي وإنتاج بروتينات تمتلك مواصفات محسنة أو وظائف جديدة، بالإضافة إلى تكوين السلالات الطافرة ذات الخصائص المفيدة. استُغلَّت في البداية قدرة الإشعاعات والمواد الكيميائية المُطفِّرة على إحداث الطفرات لتوليد طفرات عشوائية، ولكن لاحقًا طُوِّرت تقنيات لإحداث طفرات محددة.
يمرر البشر وسطيًا 60 طفرة جديدة بشكل طبيعي إلى أبنائهم ولكن يمرر الآباء طفرات أكثر تبعًا لأعمارهم، ناقلين طفرتين جديدتين إضافيتين عن كل سنة إضافية من عمرهم إلى الطفل المولود.

## الفرق بين التطفير وتضرر الدنا
تضرر الدنا هو تغير شاذ في بنية الدنا يصبح بنتيجته غير قادر على التضاعف عند تضاعف الدنا. على عكس ذلك، الطفرة هي تغير في تسلسل الأحماض النووية التي يمكن أن تتضاعف، وبذلك يمكن أن تورَّث الطفرة من جيل إلى الجيل التالي. يمكن أن يحدث التضرر من إضافة مواد كيميائية (ناتج إضافي)، أو اضطراب بنيوي لقاعدة نيتروجينية من قواعد الدنا (ويعطي ذلك نوكليوتيدًا أو جزءاً نوكليوتيدياً شاذَّين)، أو تقطعًا في إحدى أو كلتا سلسلتي الدنا. قد يؤدي تضرر الدنا ذاك إلى حدوث طفرة. عندما يتضاعف الدنا المحتوي على جزء متضرر، يمكن أن تضاف قاعدة نيتروجينية غير صحيحة إلى السلسلة المكملة الجديدة عند تخليقها. سيحدث الإدخال الخاطئ في السلسلة الجديدة في الموقع المقابل للموقع المتضرر في السلسلة القالب، ويمكن أن يصبح هذا الإدخال الخاطئ طفرةً (أي تغيير زوج قاعدي) في دورة التضاعف التالية. علاوة على ذلك، يمكن ترميم تقطعات السلسلة المزدوجة في الدنا من خلال عملية ترميم غير دقيقة مثل جمع النهايات غير المتناظرة الذي تنتج عنه الطفرات. يمكن عادة تجنب حدوث الطفرات إذا تعرفت أنظمة ترميم الدنا الدقيقة على الدنا المتضرر ورممته قبل اكتمال دورة التضاعف التالية. يوجد على الأقل 169 إنزيم له دور مباشر في ترميم الدنا أو يؤثر في عمليات ترميم الدنا. يشارك 83 منها بشكل مباشر في 5 أنواع من عمليات ترميم الدنا.

## آليات العمل
يمكن أن يحدث التطفير بشكل ذاتي النشوء، على سبيل المثال: من خلال التحلل المائي التلقائي، أو من خلال العمليات الخلوية الطبيعية التي يمكن أن تولد مشتقات الأوكسيجين التفاعلية ومعقدات الدنا الإضافية، أو من خلال خطأ في التضاعف والترميم. يمكن أن يحدث التطفير كنتيجة لوجود مطفِّرات بيئية تحرض حدوث تغيرات في الدنا. تختلف الآلية التي تحدث من خلالها الطفرة تبعًا للعامل المسبب (المطفِّر) المعني. تعمل غالبية المطفرات على الدنا إما بشكل مباشر، أو بشكل غير مباشر (عن طريق نواتج التمثيل المُطفِّرة) مؤدية إلى حدوث تضرر. ويمكن أن يؤثر بعضها على عملية التضاعف أو آلية تقسيم الصبغيات والعمليات الخلوية الأخرى.
يمكن أيضًا أن يحدث التطفير بشكل ذاتي في الكائنات وحيدة الخلية عند وجود ظروف بيئية مقيِّدة جدًا، على سبيل المثال عند وجود مركبات سامة مثل المضادات الحيوية أو المضادات الفطرية بالنسبة للخمائر أو عند غياب عنصر مغذٍّ.
تتطلب العديد من المطفرات الكيميائية تفعيلًا بيولوجيًا لتصبح مطفِّرةً. تشارك مجموعة مهمة من الأنزيمات في توليد نواتج التمثيل المطفرة وهي أنزيمات سيتوكروم بي 450 (cytochrome P450). من الأنزيمات الأخرى التي قد تشكل أيضًا نواتج تمثيل مطفرة أنزيم غلوتاثيون إس- ترانزفيراز (glutathione S-transferase) وأنزيم التحلل المائي الميكروزومي للإيبوكسيد (microsomal epoxide hydrolase). تدعى المركبات المطفرة التي لا تكون مطفرة بحد ذاتها بل تتطلب تفعيلًا بيولوجيًا طلائع المطفرات (Promutagens).
تنشأ العديد من الطفرات نتيجة للمشاكل التي تسببها مواقع الدنا المتضرر أثناء التضاعف مؤدية إلى حدوث أخطاء في التضاعف. في البكتريا، يؤدي التضرر الزائد في الدنا الناتج عن المطفرات إلى تشكل فراغات وحيدة السلسلة في الدنا أثناء التضاعف. يحفز ذلك «استجابة النجدة» (SOS response) وهي عملية طوارئ ترميمية وتكون أيضًا عرضة للخطأ، وبالتالي تولد الطفرات. في خلايا الثدييات، يؤدي توقف التضاعف في المواقع المتضررة إلى تحريض عدد من آليات الإنقاذ التي تساعد على تخطي مواقع الدنا المتضرر، ولكن قد ينتج عنها أخطاء أيضًا. العائلة Y من أنزيمات دنا بوليميراز (DNA polymerase) متخصصة في تخطي مواقع الدنا المتضرر في عملية تدعى التخليق العابر للمواقع المتضررة أو التخليق العابر للأعطاب (translesion synthesis TLS) الذي تحل فيه أنزيمات تخطي الأعطاب تلك مكان أنزيمات الدنا بوليميراز عالية الدقة المتوقفة عن العمل، تعبر الموقع المتضرر وتمدد الدنا إلى أن تتخطى الموقع المتضرر وبذلك يمكن استئناف التضاعف الطبيعي. يمكن أن تكون تلك العمليات معرضة للخطأ أو خالية من الأخطاء.